# Barrage de Saint-Amans
Le barrage de Saint-Amans est un barrage hydroélectrique.

## Localisation
Le barrage de Saint-Amans se situe dans la vallée du ruisseau de Saint-Amans, un affluent du Tarn, sur la commune du Truel, dans le département de l'Aveyron, sur le plateau du Lévézou.

## Histoire
Ce barrage a été construit de 1948 à 1951.

## Caractéristiques
- Hauteur : 31 m
- Volume du barrage : 15 300 m3
- Épaisseur en pied : 23,25 m
- Épaisseur en crête : 2,70 m
- Longueur en crête : 125 m
- Volume de la retenue : 0,8 hm³
- Débit d'évacuation des crues : 0 m3/s
- Évacuation des crues : se déverse dans le lac de Villefranche-de-Panat
- Débit de vidange : 1 m3/s
- Vidange : 2 vannes de fond

Le Lac de Saint-Amans reçoit une partie des eaux du Lac de Villefranche-de-Panat qui a la même côte. Ce réservoir alimente ensuite l'usine hydroélectrique du Pouget.